# Citi Open 2012
Citi Open 2012 (за назвою спонсора) — тенісний турнір, що проходив на відкритих кортах з твердим покриттям William H.G. FitzGerald Tennis Center у Вашингтоні (США). Це був 44-й за ліком Washington Open серед чоловіків і 2-й - серед жінок. Належав до категорії 500 у рамках Туру ATP 2012, а також категорії International у рамках Туру WTA 2012. Тривав з 29 липня до 5 серпня 2012 року, одночасно з тенісним турніром на Олімпійських іграх у Лондоні.

## Учасники основної сітки в рамках чоловічого турніру

### Сіяні пари
Посів ґрунтується на рейтингові ATP станом на 23 липня 2012:
| Країна    | Гравець              | Рейтинг | Сіяний |
| --------- | -------------------- | ------- | ------ |
| США       | Марді Фіш            | 13      | 1      |
| Україна   | Олександр Долгополов | 17      | 2      |
| ПАР       | Кевін Андерсон       | 33      | 3      |
| Німеччина | Томмі Гаас           | 35      | 4      |
| Іспанія   | Пабло Андухар        | 37      | 5      |
| Франція   | Жеремі Шарді         | 46      | 6      |
| Франція   | Бенуа Пер            | 50      | 7      |
| США       | Сем Кверрі           | 57      | 8      |

### Інші учасники
Учасники, що потрапили до основної сітки завдяки вайлд-кард:
- Браян Бейкер
- Річардас Беранкіс
- Стів Джонсон

Гравці, що потрапили до основної сітки через стадію кваліфікації:
- Марко К'юдінеллі
- Джессі Лівайн
- Майкл Расселл
- Флоран Серра

## Учасники основної сітки в парному розряді

### Сіяні пари
| Країна   | Гравець           | Країна    | Гравець              | Рейтинг1 | Сіяний |
| -------- | ----------------- | --------- | -------------------- | -------- | ------ |
| Мексика  | Сантьяго Гонсалес | США       | Скотт Ліпскі         | 65       | 1      |
| Колумбія | Роберт Фара       | Пакистан  | Айсам-уль-Хак Куреші | 73       | 2      |
| США      | Ерік Буторак      | Австралія | Пол Генлі            | 78       | 3      |
| Чехія    | Франтішек Чермак  | Австрія   | Юліан Ноул           | 78       | 4      |

- Рейтинг подано станом на 23 липня 2012

### Інші учасники
Нижче наведено пари, які отримали вайлдкард на участь в основній сітці:
- Джеймс Блейк /  Тім Смичек
- Drew Courtney /  Стів Джонсон

Наведені нижче пари отримали місце як заміна:
- Джеймі Дельгадо /  Кен Скупскі

### Відмовились від участі
- Давід Марреро (finger injury)

## Учасниці основної сітки в рамках жіночого турніру

### Сіяні учасниці
Посів ґрунтується на рейтингові WTA станом на 23 липня 2012:
| Країна   | Гравчиня               | Рейтинг | Сіяна |
| -------- | ---------------------- | ------- | ----- |
| Росія    | Анастасія Павлюченкова | 28      | 1     |
| ПАР      | Шанелль Схеперс        | 42      | 2     |
| США      | Слоун Стівенс          | 52      | 3     |
| США      | Ваня Кінґ              | 56      | 4     |
| Чехія    | Барбора Стрицова       | 60      | 5     |
| Чехія    | Івета Бенешова         | 61      | 6     |
| США      | Коко Вандевей          | 70      | 7     |
| Білорусь | Ольга Говорцова        | 81      | 8     |

### Інші учасниці
Учасниці, що потрапили до основної сітки завдяки вайлд-кард:
- Ежені Бушар
- Каміла Джорджі
- Коко Вандевей

Гравчині, що потрапили до основної сітки через стадію кваліфікації:
- Яна Чепелова
- Дженніфер Еліе
- Мішель Ларшер де Бріту
- Араван Резаї

### Відмовились від участі
- Моріта Аюмі (травма спини)[2]
- Роміна Опранді
- Віржіні Раззано (травма правого стегна)

## Учасниці основної сітки в парному розряді

### Сіяні пари
| Країна   | Гравчиня          | Країна | Гравчиня          | Рейтинг1 | Сіяна |
| -------- | ----------------- | ------ | ----------------- | -------- | ----- |
| Білорусь | Ольга Говорцова   | Росія  | Алла Кудрявцева   | 105      | 1     |
| Чехія    | Кароліна Плішкова | Чехія  | Крістина Плішкова | 193      | 2     |
| США      | Ліндсей Лі-Вотерс | США    | Меган Мултон-Леві | 194      | 3     |
| Греція   | Елені Даніліду    | Італія | Карін Кнапп       | 293      | 4     |

- 1 Рейтинг подано станом на 23 липня 2012

### Інші учасниці
Пари, що отримали вайлд-кард на участь в основній сітці:
- Сімон Келгорн /  Алессондра Парра

### Знялись
- Карін Кнапп (біль у коліні)

## Переможці та фіналісти

### Чоловіки. Одиночний розряд
Олександр Долгополов —   Томмі Гаас, 6–7(7–9), 6–4, 6–1
- Для Долгополова це був перший титул в одиночному розряді за сезон і другий - за кар'єру.

### Одиночний розряд. Жінки
Магдалена Рибарикова —  Анастасія Павлюченкова, 6–1, 6–1
- Для Рибарикової це був перший титул в одиночному розряді за сезон і третій - за кар'єру.

### Парний розряд. Чоловіки
Трет Х'юї /  Домінік Інглот —  Кевін Андерсон /  Сем Кверрі, 7–6(9–7), 6–7(9–11), [10–5]
- Для Х'юї це був перший титул у парному розряді за сезон і за кар'єру.
- Для Інглота це був перший титул у парному розряді за сезон і за кар'єру.

### Парний розряд. Жінки
Аояма Сюко /  Чжан Кайчжень —  Ірина Фалконі /  Шанелль Схеперс, 7–5, 6–2
- Для Аоями це був перший титул у парному розряді за сезон і за кар'єру.
- Для Чжан це був другий титул у парному розряді за сезон, і третій - за кар'єру.